# Benjamin Maier
Pour les articles homonymes, voir Maier.
Benjamin Maier, né le 19 avril 1994  à Hall in Tirol, est un bobeur autrichien.

## Palmarès

### Championnats monde
- : médaillé d'argent en bob à 4 aux championnats monde de 2021.
- : médaillé d'argent en équipe mixte aux championnats monde de 2016.

### Coupe du monde
- 16 podiums  : 
  - en bob à 2 : 5 troisièmes places.
  - en bob à 4 : 7 deuxièmes places et 4 troisièmes places.